# 友池中林
友池中林（ともいけなかばやし）は、かつて日本で活動していたお笑いコンビ。メンバーは共に大阪府吹田市出身、所属していた事務所はザ・ニュース。

## メンバー
- 友池 一彦（ともいけ かずひこ、1978年8月7日 - ）

ボケ担当。解散後はピン芸人『友池さん』として活動。フリー期間を経た後、2008年9月より松竹芸能に所属。
- 中林 優（なかばやし ゆう、1979年1月31日 - ）

ツッコミ担当。

## 概要
- 1994年、高校在学中にコンビ結成、大阪のローカル番組「爆笑BOOING」でプロに混じって高校生ながら2週勝ち抜き、卒業後上京。
- テンポのいい掛け合いとボケ友池の奇妙キャラが売りの正統派漫才コントだったが、2006年3月31日のライブをもって解散した。
- 2003年～2005年のミスマガジンコンテストのイベントMCをしていた。

## 出演
- 爆笑BOOING 2週勝ち抜き
- 日曜ソリトン 夢ときどき晴れ! お笑いニューフェイス奮戦中!お嬢様の挑戦 ※この特集には西岡すみこ、ユリオカ超特Q、マンブルゴッチ、上海、アンタッチャブル、αルファ、アリバイも出演。
- けんた・ゆうたのクイズスーパーカップ（ラジオ大阪）
- 爆笑オンエアバトル 戦績0勝5敗 最高269KB ※4回目の出場で93KB(100人の審査員の中でボールを入れたのは1人だけ)という番組史上最低点数を記録してしまった。
- 友池中林のムリからラジオ（文化放送、2002年）
- 友池中林 のG-BOOK的日本見聞録（ニッポン放送系列、2003年）
- 心の手料理（テレビ東京、2003年）

| 文化放送 火曜26:00〜26:30枠 | 文化放送 火曜26:00〜26:30枠 | 文化放送 火曜26:00〜26:30枠 |
| 前番組                      | 番組名                      | 次番組                      |
| --------------------------- | --------------------------- | --------------------------- |
| ULF-RADIO                   | 友池・中林 無理からラジオ   | 小畑由香里J-FACTORY         |